# 南大東島
南大東島是位於菲律賓海上，沖繩島東南方，大東群島中的一座珊瑚島，也是該群島中最大的一個島嶼。位於北大東島以南約9公里處，距離那霸有360公里遠。今南大東島在行政區劃上屬於日本沖繩縣島尻郡南大東村管轄。雖然該島缺乏新鮮淡水，島上居民完全以農業種植為生計。此島既無海灘也無港口，海運時貨物進出必須通過起重機，但建有南大東機場。

## 地理
南大東島周圍隆起，中央凹陷，為典型的隆起環礁，2007年入選日本地質百選。島內有許多湖沼，其中大池為琉球群島最大的天然湖。
在日本尚未使用氣象衛星之前為觀測颱風的重要地點。

## 歷史
大東群島自古為琉球人所知，稱為大東島（ウフアガリジマ）。1885年日本派員調查並宣告為日本領土，1900年以玉置半右衛門為首，來自八丈島的開拓團開始對南大東島進行開拓。

## 生態
南大東島原有許多大東群島特有亞種生物，但經人類開發後已有數種絕種或瀕危，並有外來種入侵。大池具有木欖群落，被日本指定為國家自然紀念物。